# Giovanni Zucchi
Giovanni Zucchi (født 14. august 1931 i Mandello del Lario, død 19. januar 2021 smst.) var en italiensk roer og femdobbelt europamester.
Zucchis første optræden på den internationale scene var i var ved EM i 1954, hvor han var en del af den italienske firer uden styrmand, der vandt guld. Denne præstation gentog de ved EM i 1956. Båden var desuden med ved OL 1956, hvor det blev til en fjerdeplads til italienerne.
I 1957 var han skiftet til den italienske otter, og de blev europamestre dette år, hvilket de gentog i 1958 og 1961.
Han var med i den italienske firer med styrmand ved OL 1960 i Rom. Romano Sgheiz, Franco Trincavelli, Fulvio Balatti og styrmand Ivo Stefanoni udgjorde resten af besætningen. Der deltog i alt 21 lande i disciplinen, hvor italienerne vandt deres indledende heat og semifinale. I finalen kunne de dog ikke følge med Tyskland, der vandt guld, eller Frankrig, der tog sølvmedaljerne, men sikrede sig bronze.
Zucchi vendte tilbage til fireren uden styrmand og var her med til at vinde EM-sølv i 1963 og -bronze i 1964. Denne båd deltog også i OL 1964 i Tokyo, hvor italienerne blev nummer fem.
Giovanni Zucchi vandt i alt femten italienske mesterskaber. Hans søn, Franco Zucchi, var også roer og deltog i to olympiske lege.

## OL-medaljer
- 1960:  Bronze i firer med styrmand